# Церемония открытия Европейских игр 2015
Церемония открытия I Европейских игр состоялась 12 июня 2015 года на Олимпийском стадионе в Баку, началась в 21:00 по бакинскому времени и продолжалась в течение почти двух часов. Смотрели церемонию собравшиеся на Олимпийском стадионе 68 тысяч зрителей, а также сотни миллионов телезрителей. К организации церемонии было привлечено более 300 творческих коллективов из 28 стран и 1000 специалистов из 34 стран. Стоимость организации и проведения церемонии открытия Первых Европейских игр составила около 100 миллионов манатов (примерно 100 миллионов долларов).
Официально Игры открыл Президент Азербайджанской Республики Ильхам Алиев. Также с приветственным словом выступили председатель Организационного комитета по проведению Европейских игр 2015 Мехрибан Алиева и президент Европейского олимпийского комитета Патрик Хикки. На церемонии также присутствовали глава Международного олимпийского комитета (МОК) Томас Бах, президент России Владимир Путин, князь Монако Альбер II, президент Беларуси Александр Лукашенко, президент Турции Реджеп Тайип Эрдоган и др.
По традиции был проведён парад наций, который открыла Греция, а завершили представители команды хозяев — Азербайджана. По окончании парада был вынесен флаг Европейского олимпийского комитета, который вынесли олимпийские чемпионы: Намик Абдуллаев (Азербайджан, вольная борьба), Томас Бимис (Греция, синхронные прыжки в воду), Никколо Камприани (Италия, пулевая стрельба), Люси Декосс (Франция, дзюдо), Кристина Фазекаш (Венгрия, гребля на байдарках и каноэ), Кэти Тейлор (Ирландия, бокс), Сервет Таджегул (Турция, тхэквондо) и Елена Замолодчикова (Россия, спортивная гимнастика).
Также во время церемонии Леди Гага исполнила песню «Imagine».

## Организаторы
Художественный состав, подготовивший церемонию открытия выглядит следующим образом: художественный руководитель — Димитрис Папаиоанну, известный как постановщик церемоний на Олимпийских играх 2004 года в Афинах. Музыкальным руководителем церемонии являлся Теодор Курентзис — лауреат «Премии ECHO» по записи опер. Художники-постановщики — Танассис Демирис и Эва Маникадаки — архитекторы и создатели компании «Flux Ofis», являющейся креативным пространством архитектуры, дизайна, чьи работы в области архитектуры, театра, оперы, танца и кино демонстрировались на Венецианской архитектурной биеннале 2014 года. В состав руководителей церемонии входили министр молодёжи и спорта, генеральный исполнительный директор Операционного комитета I Европейских игр «Баку-2015» Азад Рагимов, церемониальный директор Кетрин Угву и исполнительный режиссёр Скотт Гивенс.

## Первая часть церемонии
После продолжительных аплодисментов зрителей стадион на мгновение замер. Тишину нарушил мугам в исполнении ханенде Алима Гасымова. Затем под звуки нагары группы «Ритм» Натика Ширинова начался обратный отсчёт от 24 к нулю. Это символизировало 24-летие восстановления государственной независимости Азербайджана в 1991 году.
По мере того, как отсчёт приближался к нулю, звуки нагары усиливались. Стадион озарился ярким светом, и приблизительно тысячи танцовщиц закрыли подолами центральную часть сцены. Их подолы были украшены геометрическими фигурами, декоративными узорами азербайджанских ковров. Подолы платьев танцовщиц были сшиты из ткани размером 16 тысяч квадратных метров, а узоры на подолы были нанесены в соответствии с местом танцовщицы на сцене. При последнем взмахе подолов на сцене появилось изображение государственного флага Азербайджана.
После со сцены в небо взлетели фейерверки и прозвучал фрагмент «Праздничной увертюры» Дмитрия Шостаковича. Затем участники церемонии поприветствовали сидевших на VIP-трибуне стадиона президента Азербайджанской Республики Ильхама Алиева, первую леди, председателя Организационного комитета первых Европейских игр «Баку-2015» Мехрибан Алиеву и президента Европейского Олимпийского комитета Патрика Хикки. Затем в исполнении симфонического оркестра прозвучал государственный гимн Азербайджана. На стадион был внесён и поднят государственный флаг Азербайджанской Республики.
После поднятия флага на электронных табло стадиона был продемонстрирован маршрут путешествия факела по Азербайджану. На вращающейся же вдоль арены панели длиной 700 метров посредством LED ламп одним за другим появлялись названия мест, по которым путешествовал факел. Последний факелоносец двукратный чемпион паралимпийских игр, двукратный чемпион мира, пятикратный чемпион Европы Ильхам Закиев под звуки 5-й симфонии Яна Сибелиуса внёс на стадион факел первых Европейских игр. Его сопровождал победитель соревнований по тхэквондо на Юношеских Олимпийских играх 2014 Саид Гулиев. Во время их движения к центру стадиона под ними появлялось изображение потрескавшейся земли, что символизировало грязевые вулканы Азербайджана. Саид Гулиев достал в центре стадиона кусок скалы, на месте которой образовалась впадина. Ильхам Закиев приблизил факел к впадине и поместил туда. Вырывающегося из трещин в земле искры пламени напоминали лаву.
| |  |
| Герои поэм Низами Гянджеви. Слева образы Лейли и Меджнуна на огромной чаше весов, справа — одни из располагавшихся по краю сцены персонажей |  |

Вырывающееся из трещин в земле пламя стало двигаться в сторону стоявшего на краю сцены человека, обволокло его и оживило. Этим человеком был всемирно известный классик персидской поэзии поэт Низами Гянджеви, которого играл Илькин Асланов. На одной чаше весов, которые Низами держал в руках, — была фигура женщины, на другой — мужчины. Вместе с весами в руках Низами приходили в движение и большие весы в центре стадиона. На подвешенных в воздухе серебряной символизирующей Луну чаше весов танцевала женщина, а на символизирующий Солнце золотой — мужчина. Это были Лейли и Меджнун — герои одноимённой поэмы Низами Гянджеви. Кружась в танце, они пытались соединиться, но не могли. Образ Лейли исполняла Патриция Зарновичиан, а образ Меджнуна — Маркес Скотт. Действие происходило под звуки балета Кара Караева «Тропою грома». В кругах вокруг сцены показались до трёхсот исполнителей. При появлении на сцене образов, созданных на основе восточной миниатюры, круг наполнился светом, начал вертеться, и люди, напоминавшие образы в миниатюрах на произведения поэта, словно оживали. Низами вел зрителя от сцены к сцене вокруг девяти тем своего творчества. Были видны дома, дворцы и школы, принцы, драконы, кони и прочие реальные и мифические персонажи.
После того, как круг сделал полный оборот, а из земли выросло гранатовое дерево, Низами сорвал с дерева гранат. После этого всё вокруг замерло, миниатюры вокруг Низами исчезли, весы удалились и исполнители удалились со сцены. В центре стадиона показался летящий в центр огромный гранат, являющийся воплощением плодородия, возрождения, любви, успеха и одним из символов Азербайджана. Гранат рассыпался и его зернышки — сотни шаров рубинового цвета — взлетели над трибунами. Сразу после этого начался парад наций.

## Парад наций

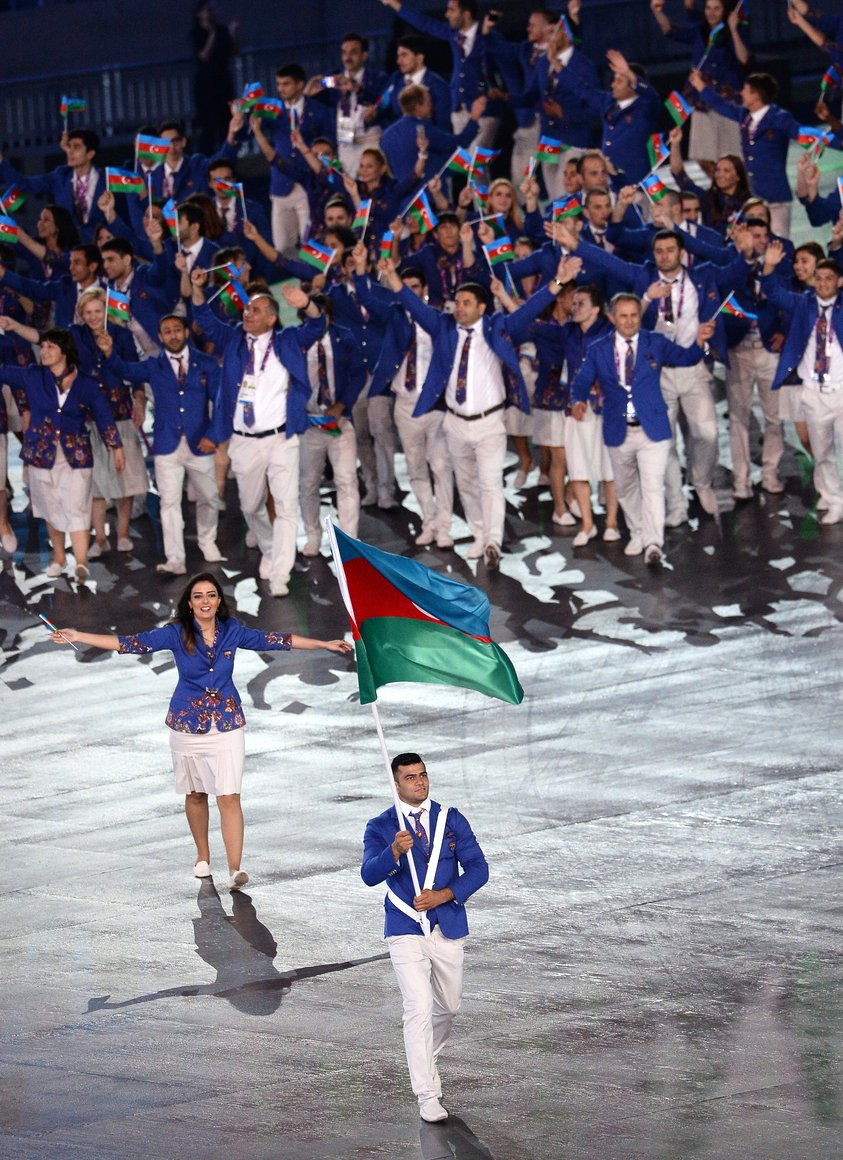
Делегация из Азербайджана

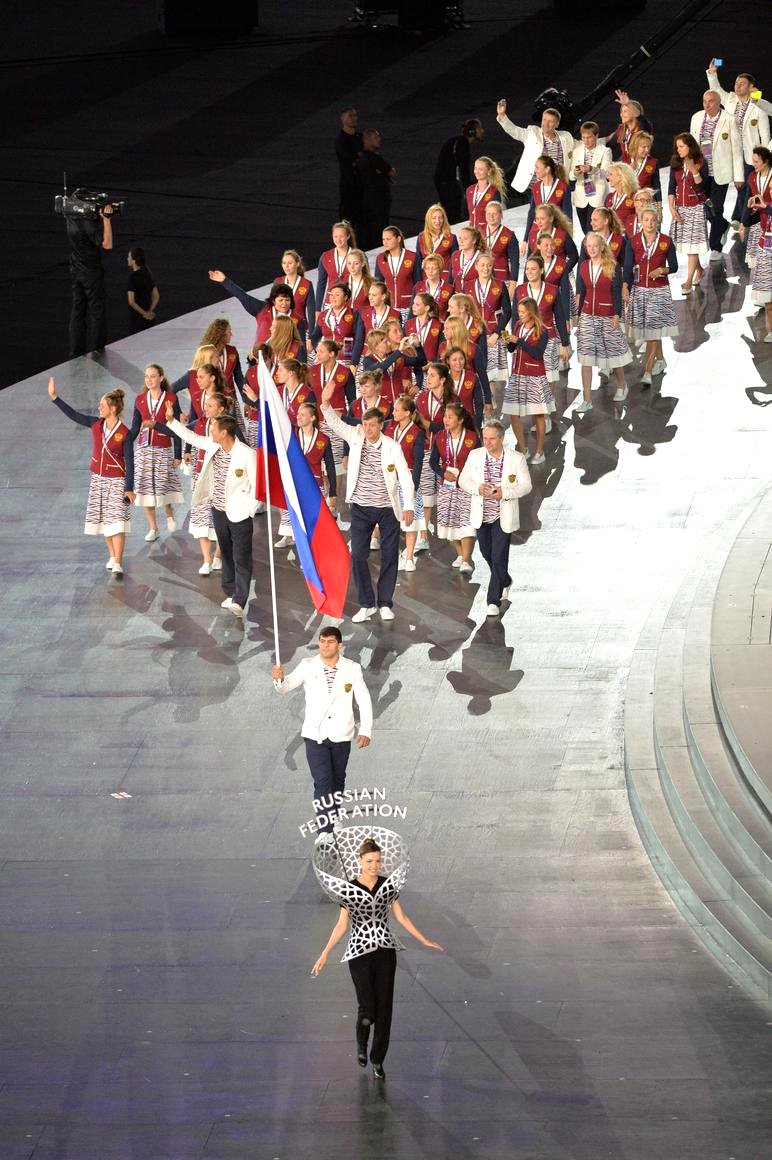
Делегация из России

Делегации стран-участниц Европейских игр появлялись на стадионе в алфавитном порядке английского языка. При этом, традиционно, были сделаны два исключения. Первыми на стадион вышли представители Греции как страны-прародителя Олимпийских игр. Последними же появились спортсмены и другие члены делегации из страны-организатора. Названия стран объявлялись сначала на английском, а затем на азербайджанском языке.
Наиболее многочисленными (более 200 человек) были делегации России, Азербайджана, Италии, Германии, Франции, Украины, Испании, Польши и Венгрии, некоторые из 50 стран-участниц были представлены несколькими представителями. Россия была представлена на этих Играх самой большой делегацией — 359 спортсменами, на поле же вышли 118 россиян — по квоте, определённой организаторами. При выходе ряда команд телекамеры показывали, как их лично приветствуют первые и официальные лица соответствующих стран, которые присутствовали на церемонии.
Делегации предваряли девушки в стилизованных костюмах с мотивами местного орнамента, на которых были написаны названия стран. За ними следовали знаменосцы и команды. Наибольшее количество знаменосцев представляло стрелковый спорт — 11 человек. Только один флаг нёс не спортсмен — флаг Армении нёс генеральный секретарь НОК Грачья Ростомян. Многие члены делегаций шли, делая фото- и видеосъёмку. Команды выходили под миксы, написанные на основе популярных образцов азербайджанской музыки, среди которых были увертюра оперы Узеира Гаджибекова «Кёроглы», мугам под звуки тара и кеманчи, вальс Тофика Кулиева, балет «Семь красавиц» Кара Караева и пр. Шествие азербайджанской команды сопровождалось мугамом «Гарабах шикестеси» в исполнении Мансума Ибрагимова.
Согласно сообщениям СМИ, во время парада участников во время выхода армянской делегации собравшиеся на стадионе зрители и азербайджанские журналисты её освистали и демонстрировали вытянутые руки, показывая большими пальцами вниз. Некоторые зрители скандировали «Азербайджан». Отношения между Азербайджаном и Арменией остаются напряжёнными после Первой карабахской войны начала 1990-х годов.
Спортсмены из Косова во время парада делегаций стран-участниц впервые прошли под своим флагом.

### Страны и знаменосцы
Розовым выделены знаменосцы-женщины
| №  | Страна               | Знаменосец               | Вид спорта                |
| -- | -------------------- | ------------------------ | ------------------------- |
| 1  | Греция               | Элефтериос Петруниос     | Спортивная гимнастика     |
| 2  | Албания              | Ада Демнери              | Тхэквондо                 |
| 3  | Андорра              | Эстер Барругез Альвина   | Стрельба                  |
| 4  | Армения              | Грачья Ростомян          | Генеральный секретарь НОК |
| 5  | Австрия              | Андреас Шерхауер         | Стрельба                  |
| 6  | Беларусь             | Владимир Самсонов        | Настольный теннис         |
| 7  | Бельгия              | Лионель Кокс             | Стрельба                  |
| 8  | Босния и Герцеговина | Адмир Дуранспахич        | Настольный теннис         |
| 9  | Болгария             | Мария Гроздева           | Стрельба                  |
| 10 | Хорватия             | Снежана Пейчич           | Стрельба                  |
| 11 | Кипр                 | Мариус Георгиу           | Спортивная гимнастика     |
| 12 | Чехия                | Томаш Свобода            | Триатлон                  |
| 13 | Дания                | Штине Нильсен            | Стрельба                  |
| 14 | Эстония              | Хейки Наби               | Борьба                    |
| 15 | Финляндия            | Томи Тууа                | Спортивная гимнастика     |
| 16 | Македония            | Эмиль Павлов             | Карате                    |
| 17 | Франция              | Селин Гобервиль          | Стрельба                  |
| 18 | Грузия               | Зураб Датунашвили        | Борьба                    |
| 19 | Германия             | Фабиан Хамбюхен          | Спортивная гимнастика     |
| 20 | Великобритания       | Николь Адамс             | Бокс                      |
| 21 | Венгрия              | Иштван Вереб             | Борьба                    |
| 22 | Исландия             | Тельма Рут Хермансдоттир | Спортивная гимнастика     |
| 23 | Ирландия             | Кэти Тейлор              | Бокс                      |
| 24 | Израиль              | Александр Шатилов        | Спортивная гимнастика     |
| 25 | Италия               | Джулия Квинтавалле       | Дзюдо                     |
| 26 | Косово               | Мажилинда Кельменди      | Дзюдо                     |
| 27 | Латвия               | Лаурис Штраутманис       | Стрельба                  |
| 28 | Лихтенштейн          | Марвин Гришке            | Стрельба из лука          |
| 29 | Литва                | Рокас Гушчинас           | Спортивная гимнастика     |
| 30 | Люксембург           | Джефф Хенкельс           | Стрельба из лука          |
| 31 | Мальта               | Бен Пламптон             | Водное поло               |
| 32 | Молдова              | Михаил Сава              | Борьба                    |
| 33 | Монако               | Брис Этес                | Лёгкая атлетика           |
| 34 | Черногория           | Бошко Драшкович          | Бокс                      |
| 35 | Нидерланды           | Ресми Оогинк             | Тхэквондо                 |
| 36 | Норвегия             | Грейс Буллен             | Борьба                    |
| 37 | Польша               | Давид Конарский          | Волейбол                  |
| 38 | Португалия           | Жуан Кошта               | Стрельба                  |
| 39 | Румыния              | Алин Молдовяну           | Стрельба                  |
| 40 | Россия               | Хаджимурат Гацалов       | Борьба                    |
| 41 | Сан-Марино           | Алессандра Перилли       | Стрельба                  |
| 42 | Сербия               | Милица Мандич            | Тхэквондо                 |
| 43 | Словакия             | Ричард Варга             | Триатлон                  |
| 44 | Словения             | Боян Токич               | Настольный теннис         |
| 45 | Испания              | Хоэль Гонсалес           | Тхэквондо                 |
| 46 | Швеция               | София Маттссон           | Борьба                    |
| 47 | Швейцария            | Джулия Штайнгрубер       | Спортивная гимнастика     |
| 48 | Турция               | Энес Эркан               | Карате                    |
| 49 | Украина              | Виктор Рубан             | Стрельба из лука          |
| 50 | Азербайджан          | Эльмар Гасымов           | Дзюдо                     |

## Вторая часть церемонии
Прошествовав вокруг сцены, спортсмены собрались на ступенях, ведущих к платформе, где во время парада были установлены 50 флагов, а затем заняли места на трибунах. После начался танец флагов под звуки музыкального фрагмента из произведения Аарона Копленда «Фанфары для простого человека». Затем танец флагов продолжился в сопровождении ритмов в исполнении 50 нагаристов и Натига Ширинова.
|                                                                               |  |
| Внесение флага Европейского Олимпийского комитета на стадион и его водружение |  |

Одним же из сюрпризов церемонии открытия стало выступление певицы Леди Гага, которая сев за украшенное цветами фортепиано, исполнила песню «Imagine» Джона Леннона.
После выступление Леди Гаги на стадион был внесён флаг Европейского Олимпийского комитета. Флаг несли восемь олимпийских чемпионов из разных стран Европы — Намиг Абдуллаев (Азербайджан), Люси Декосс (Франция), Сервет Тазегюль (Турция), Никколо Камприани (Италия), Кэти Тейлор (Ирландия), Томас Бимис (Греция), Кристина Фазекас Зур (Венгрия), Елена Замолодчикова (Россия). Под звуки марша «Корона империи» Уильяма Уолтона, флаг Европейского Олимпийского комитета был поднят рядом с флагом Азербайджана.
Затем на табло стадиона транслировалось видео и изобретения Европейской организации ядерных исследований и работавших там учёных, среди которых был и бакинец, лауреат Нобелевской премии Лев Ландау. Вспышки мигающих LED ламп, которые ускоренно кружились по стадиону, создавали эффект работы большого адронного ускорителя — основной продукции Европейской организации ядерных исследований.

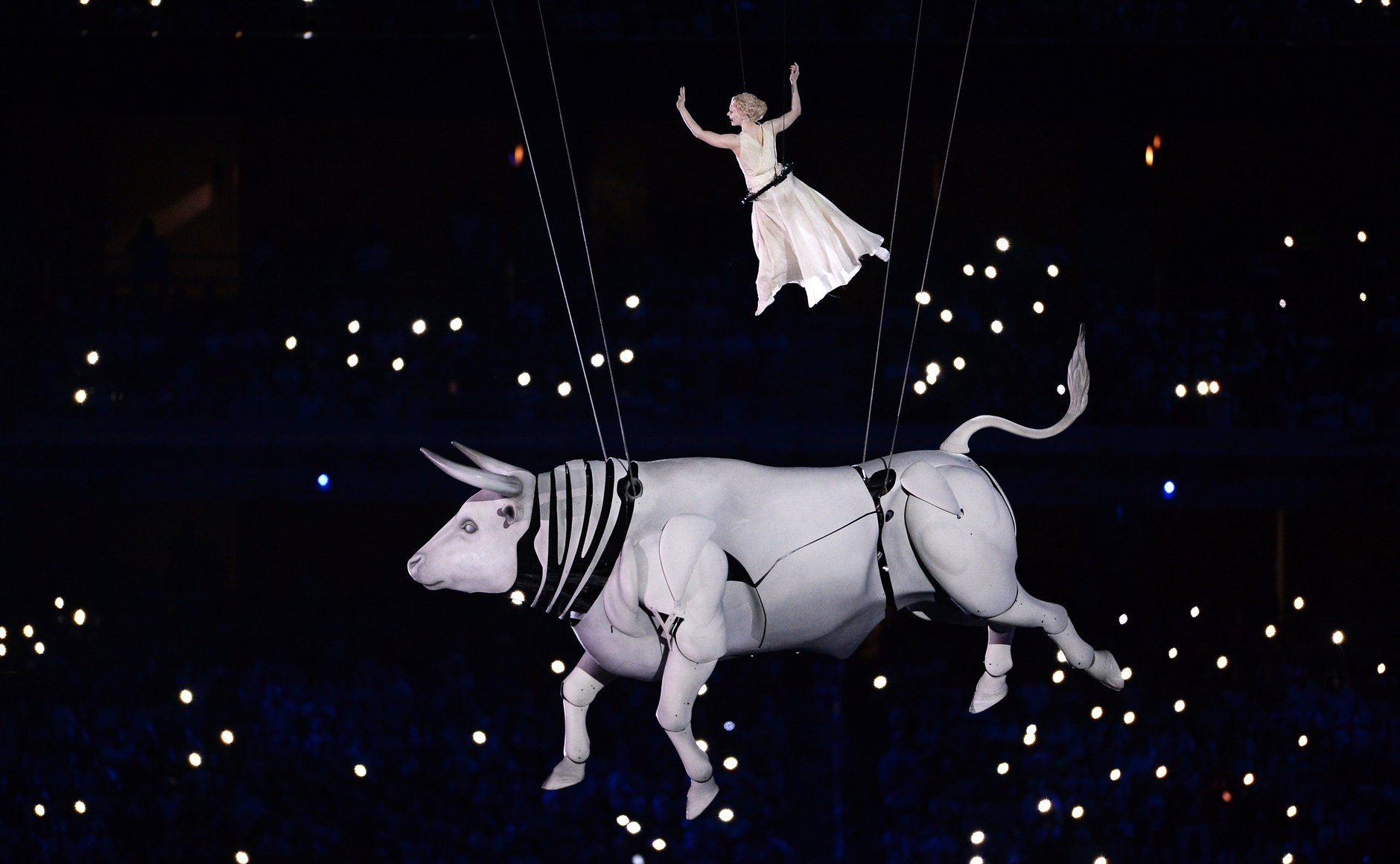
Европа и Зевс

После над стадионом появились большой белый бык и девушка, за которыми летело сверкающее созвездие, представлявшее собой силуэт Европейского континента. Для изготовления карты Европы были использованы 16 лазеров. Девушка представляла собой Европу из греческой мифологии, а бык — был образов Зевса, который восхищенный её красотой, похитил её и, переплыв море, достиг греческого острова Крит. Полёт Европы и быка на стадионе сопровождался мелодией «По заросшей тропе» Леоша Яначека в исполнении Хокона Эстбе. Европу играла актриса Робин Симпсон.
Затем на сцену вышли президент Европейского Олимпийского комитета Патрик Хикки и первая леди Азербайджана, председатель Организационного комитета Европейских игр «Баку-2015» Мехрибан Алиева, выступившие на церемонии с речью. После же президент Азербайджана Ильхам Алиев объявил первые Европейские игры открытыми.

## Зажжение огня
После того, как Игры были объявлены открытыми, свет на стадионе погас, в темноте зазвучал мугам в исполнении Алима Гасымова, который пел уже на летающем ковре. По потрескавшейся земле шла женщина (Наргиз Насирзаде), держа в руках сэмэни — символ Новруза, возвещающий приход весны. Под ногами у женщины пробивалась трава, расцветали цветы. Дойдя до середины сцены, она поставила на землю сосуд, который несла в руках, на место, где находился факел первых Европейских игр. Из земли начала ключом бить вода, перед женщиной ожил огромный бассейн, олицетворяющий Каспийское море. Женщина медленно пошла по воде, после чего обернулась и посмотрела на появившуюся за ней картину.

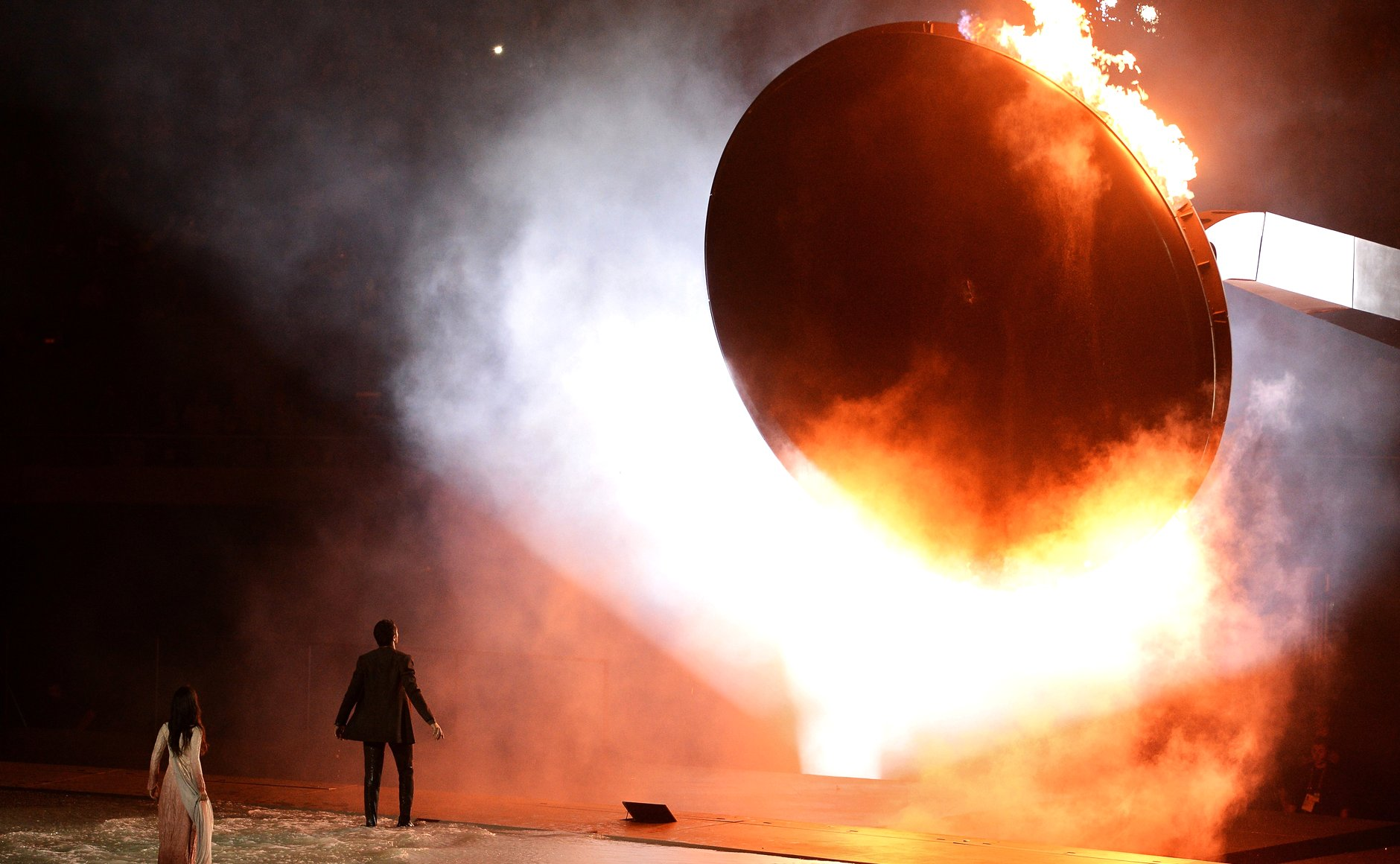
Зажжение огня первых Европейских игр

Вдруг с земли поднялись 100 мужчин, одежда которых была испачкана грязью и глиной. В ритм с 50 нагаристами, они исполнили напоминающий ритуал азербайджанский национальный танец. В середине танца, словно произошло землетрясение, земля разверзлась и из под неё стали проступать скалы, которые, соединившись, превратились в гигантскую гору. По краям её были огненные силуэты людей, животных, лодки. Это были древние наскальные изображения Гобустана.
Мужчина (Айдемир Айдемиров), который вышел из развернутой земли, показался на вершине горы. Тишину нарушили звуки исполненной на балабане народной песни «Сары гялин». Мужчина взял горящий под его ногами камень. Эти сцены сопровождались увертюрой из балета Фикрета Амирова «Тысяча и одна ночь». Мужчина с горящим камнем в руках посмотрел на женщину, стоявшую напротив — на берегу Каспийского моря, и пошёл в её сторону. За спиной женщины постепенно поднялся над водой и взошёл на небо блестящий круглый чёрный щит. Гора медленно ушла под землю. По пути мужчина ещё дважды опустил камень на землю. Языки пламени, вырывающиеся из трещин, превратились в изображение огромных человеческих фигур на земле, что напоминало потоки лавы, принявшие форму гигантских петроглифов, никогда не гаснущее пламя Янардага. Петроглиф постепенно превратился в изображение человека.
Мужчина посмотрел на созданную им огненную картину. Чтобы догнать его, женщине пришлось пройти через воды. Она подняла горящий камень. Держа горящий камень в руках, мужчина и женщина стали бежать в сторону круглого щита, поднимающегося к небу. Они бросили камень в щит. Ударившись о середину щита, камень расколол его. Загоревшись, щит превратился в огненный круг. Это был факел первых Европейских игр. Таким образом, был зажжён огонь первых Европейских игр.

## Присутствовавшие официальные лица
На церемонии присутствовали главы государств и правительств, а также 2 главы международных организаций (генсек ИСЕСКО Абдулазиз Осман Аль-Тувейджри и глава Олимпийского комитета Европы Патрик Хикки), президент Международного олимпийского комитета Томас Бах и другие известные лица. Ряд лидеров Европейского союза на церемонии открытия отсутствовали. Курсивом выделены официальные лица стран, спортсмены которых не участвовали на играх.
1. Австрия — второй президент парламента Австрии Карлхайнц Копф.
2. Азербайджан — президент Ильхам Алиев
3. Беларусь — президент Александр Лукашенко
4. Босния и Герцеговина — председатель Президиума Младен Иванич
5. Болгария — премьер-министр Бойко Борисов
6. Ватикан — замминистра культуры Луис Мари Уильям Санчес Де Тока
7. Великобритания — замминистра иностранных дел и член парламента Тобиас Мартин Элвуд
8. Грузия — премьер-министр Ираклий Гарибашвили
9. Иран — министр молодёжи и спорта Махмуд Гударз[англ.]
10. Катар — председатель Олимпийского комитета Шейх Джауан бин Хамад Аль Тани
11. Кувейт — министр информации и молодёжи Шейх Салман Аль-Хамуд Аль Саба
12. Кыргызстан — первый вице-премьер-министр Тайырбек Сарпашев
13. Латвия — зампредседателя парламента Андрей Клементьев и экс-президент Валдис Затлерс
14. Люксембург — великий герцог Анри
15. Мексика — председатель комитета по внешним связям Сената Габриэла Куэвас Барон
16. Монако — князь Альбер II
17. Оман — министр по делам спорта шейх Саад бин Мохаммед бин Саид Аль-Мардуф Аль-Сади
18. Россия — президент Владимир Путин
19. Румыния — премьер-министр Виктор Понта[16]
20. Сан-Марино — капитаны-регенты Андреа Беллуци и Роберто Вентурини
21. Саудовская Аравия — принц Абдулла бин Мосаад[англ.]
22. Сербия — президент Томислав Николич
23. Словакия — председатель парламента Петер Пеллегрини
24. Таджикистан — президент Эмомали Рахмон
25. Туркменистан — президент Гурбангулы Бердымухамедов, зампредседателя Кабинета министров и министр иностранных дел Рашид Мередов
26. Турция — президент Реджеп Тайип Эрдоган и министр иностранных дел Мевлют Чавушоглу
27. Украина — председатель Государственной фискальной службы Роман Насиров
28. Черногория — президент Филип Вуянович
29. Чехия — председатель Палаты депутатов парламента Ян Хамачек